# Товстянська сільська рада
Товстянська сільська́ ра́да — колишній орган місцевого самоврядування в Білопільському районі Сумської області. Адміністративний центр — село Товста.

## Загальні відомості
- Населення ради: 1 174 особи (станом на 2001 рік)

## Населені пункти
Сільській раді підпорядковані населені пункти:
- с. Товста
- с. Комарицьке

## Історія
2001 року з облікових даних сільради виключено село Грицаїв.

## Склад ради
Рада складається з 14 депутатів та голови.
- Голова ради: Омеляненко Світлана Петрівна
- Секретар ради: Гашенко Наталія Володимирівна

### Керівний склад попередніх скликань
| Прізвище, ім'я, по батькові  | Основні відомості                                                 | Дата обрання | Дата звільнення |
| ---------------------------- | ----------------------------------------------------------------- | ------------ | --------------- |
| Марченко Михайло Іванович    | Сільський голова, 1963 року народження, член Народної партії      | 26.03.2006   | 31.10.2010      |
| Омеляненко Світлана Петрівна | Сільський голова, 1965 року народження, освіта вища, позапартійна | 31.10.2010   |                 |

Примітка: таблиця складена за даними сайту Верховної Ради України